# Куна де Мадуганди
Куна де Мадугандѝ (на испански: Kuna de Madugandí) е една от 5-те територии на централноамериканската държава Панама. Намира се в източната част на страната. Част от провинция Панама се отделя през 1996 г. и от нея са създава територията Куна де Мадуганди. Населението ѝ е 4271 души (2010 г.) и има площ от 2075.9 км².